# Jurij Kasparjan
Jurij Dmitrievič Kasparjan (in russo Юрий Дмитриевич Каспарян?; 24 giugno 1963) è un chitarrista russo, ex membro della rock band russa Kino e componente del gruppo U-Piter di Vjačeslav Butusov (ex Nautilus pompilius).
Con Butusov ha scritto congiuntamente l'album del 1997 Nezakonnoroždennyj.
Dal 1981 al 1990 ha suonato la chitarra per i Kino. A metà degli anni 1980 si è sposato con Joanna Stingray (nata Joanna Fields).
Nel novembre 1991 fu ospite al concerto Live at the Kremlin di Mosca del cantante italiano Zucchero Fornaciari, in quel periodo impegnato con la promozione del disco Oro, incenso e birra, accompagnando il chitarrista Andrea Braido nella canzone Solo una sana e consapevole libidine salva il giovane dallo stress e dall'Azione Cattolica.